# BTDigg
O BTDigg é o primeiro mecanismo de pesquisa BitTorrent DHT. Ele participou da rede BitTorrent DHT, suportando a rede e fazendo correspondência entre links magnéticos e alguns atributos de torrent (nome, tamanho, lista de arquivos) que são indexados e inseridos em um banco de dados. Para usuários finais, o BTDigg fornece uma pesquisa de banco de dados em texto completo via interface da web. A web part de seu sistema de pesquisa recuperou informações adequadas por meio de uma consulta de texto do usuário. A pesquisa na Web suportava consultas nos idiomas europeu e asiático. O nome do projeto era um acrônimo de BitTorrent Digger (nesse contexto, escavador significa um caçador de tesouros). Ficou offline em junho de 2016, devido a um índice de spam. O site retornou no final de 2016 em um domínio pontocom, ficou offline novamente e agora está online. O site btdig.com tem a fonte de origem do rastreador de torrents listada no Github, dhtcrawler2 .